# Färjestads BK
Färjestads BK je švedski hokejski klub iz Karlstada, ki je bil ustanovljen leta 1932. Z devetimi naslovi švedskega državnega prvaka je eden najuspešnejših švedskih klubov v zadnjih desetletjih. 

## Lovorike
- Švedska liga: 9 (1980/81, 1985/86, 1987/88, 1996/97, 1997/98, 2001/02, 2005/06, 2008/09, 2010/11)

## Upokojene številke
- 2 - Tommy Samuelsson, 1976–1995
- 5 - Håkan Loob, 1979–1983, 1989–1996
- 9 - Thomas Rundqvist, 1981–1984, 1985–1993
- 9 - Ulf Sterner, 1967–1968, 1969–1973